# Oudincourt
Oudincourt ist eine französische Gemeinde mit 140 Einwohnern (Stand: 1. Januar 2022) im Département Haute-Marne in der Region Grand Est. Sie gehört zum Kanton Bologne und zum Arrondissement Chaumont. Die Bewohner werden Oudincourtois und Oudincourtoises genannt.

## Geografie
Die Gemeinde Oudincourt liegt in einem Seitental der Marne, 16 Kilometer nördlich von Chaumont. Sie ist umgeben von folgenden Nachbargemeinden:
|                        | Soncourt-sur-Marne                          |            |
| Ormoy-lès-Sexfontaines | Kompassrose, die auf Nachbargemeinden zeigt | Vraincourt |
|                        | Annéville-la-Prairie                        | Lamancine  |

## Bevölkerungsentwicklung
| Jahr                       | 1962 | 1968 | 1975 | 1982 | 1990 | 1999 | 2008 | 2019 |
| -------------------------- | ---- | ---- | ---- | ---- | ---- | ---- | ---- | ---- |
| Einwohner                  | 191  | 181  | 160  | 162  | 159  | 148  | 163  | 139  |
| Quellen: Cassini und INSEE |      |      |      |      |      |      |      |      |

## Sehenswürdigkeiten

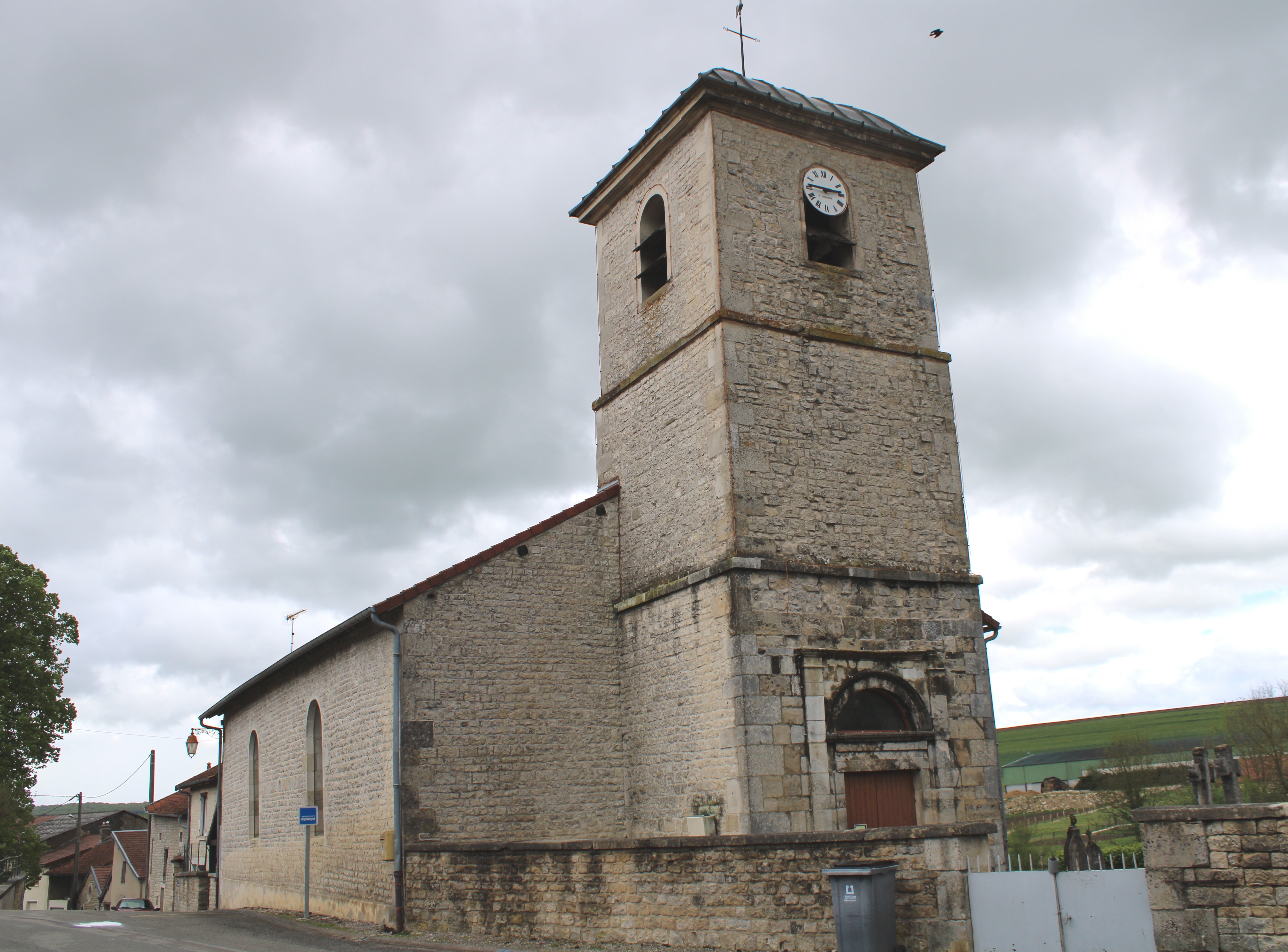
Kirche Saint-Didier
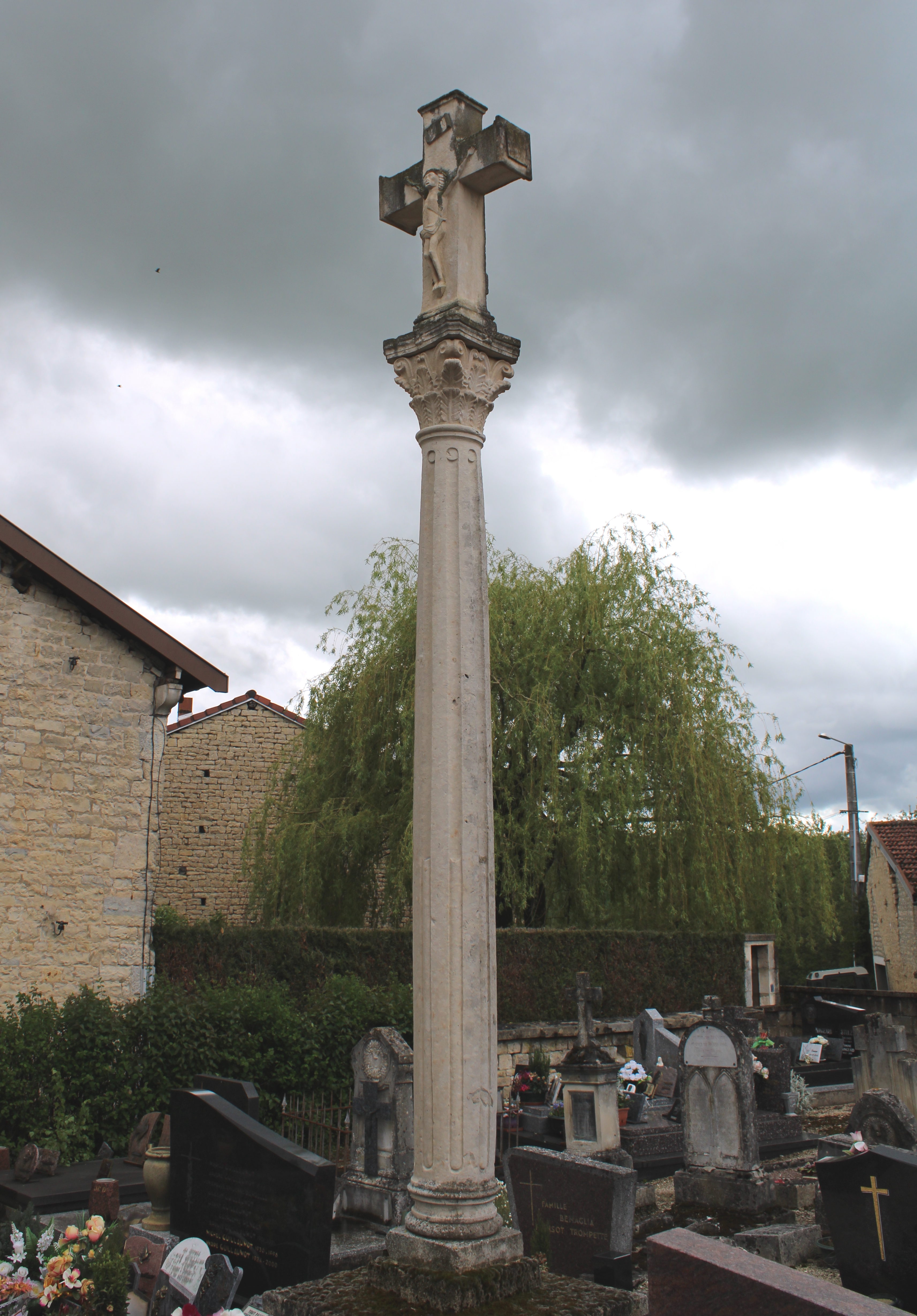
Monumentalkreuz am Friedhof

- Kirche Saint-Didier
- Monumentalkreuz